# UFC 202
UFC 202: Diaz vs. McGregor 2（ユーエフシー・ツーオーツー：ディアス・バーサス・マクレガー・ツー）は、アメリカ合衆国の総合格闘技団体「UFC」の大会の一つ。2016年8月20日、ネバダ州ラスベガスのT-モバイル・アリーナで開催された。

## 大会概要
本大会ではネイト・ディアスとコナー・マクレガーによるウェルター級戦が組まれた。
キャリア7戦全勝のマイク・ペリーがUFCデビュー。
観客として来場したカニエ・ウェストの席に勝手にマイク・タイソンが座っていたため、カニエがタイソンに頼んで席をどいてもらうという珍事が起きている。

## 試合結果

### アーリープレリム
第1試合 ミドル級 5分3R
○  マーヴィン・ヴェットーリ vs.  アウベルト・ウダ ×
1R 4:30 ギロチンチョーク
第2試合 ウェルター級 5分3R
○  コルビー・コヴィントン vs.  マックス・グリフィン ×
3R 2:18 TKO（パウンド）
第3試合 ウェルター級 5分3R
○  ロレンズ・ラーキン vs.  ニール・マグニー ×
1R 4:08 TKO（肘打ち連打）

### プレリミナリーカード
第4試合 女子ストロー級 5分3R
○  コートニー・ケイシー  vs.  ランダ・マルコス ×
1R 4:34 腕ひしぎ十字固め
第5試合 フェザー級 5分3R
○  アルテム・ロボフ vs.  クリス・アビラ ×
3R終了 判定3-0（30-27、30-27、30-27）
第6試合 女子バンタム級 5分3R
○  ラケル・ペニントン vs.  エリザベス・フィリップス ×
3R終了 判定3-0（30-27、30-27、30-27）
第7試合 バンタム級 5分3R
○  コーディ・ガーブラント vs.  水垣偉弥 ×
1R 0:48 TKO（右フック→パウンド）

### メインカード
第8試合 ウェルター級 5分3R
○  ティム・ミーンズ vs.  サバウ・ホマシ ×
2R 2:56 TKO（スタンドパンチ連打）
第9試合 ウェルター級 5分3R
○  マイク・ペリー vs.  イム・ヒョンギュ ×
1R 3:38 TKO（左フック→パウンド）
第10試合 ウェルター級 5分3R
○  ドナルド・セラーニ vs.  リック・ストーリー ×
2R 2:02 TKO（膝蹴り→パウンド）
第11試合 ライトヘビー級 5分3R
○  アンソニー・ジョンソン vs.  グローバー・テイシェイラ ×
1R 0:13 KO（右アッパー）
第12試合 ウェルター級 5分5R
○  コナー・マクレガー vs.  ネイト・ディアス ×
5R終了 判定2-0（48-47、47-47、48-47）

### 各賞
ファイト・オブ・ザ・ナイト： コナー・マクレガー vs. ネイト・ディアス
パフォーマンス・オブ・ザ・ナイト： アンソニー・ジョンソ、ドナルド・セラーニ
各選手にはボーナスとして5万ドルが授与された。

### カード変更
負傷などによるカードの変更は以下の通り。
- キム・ドンヒョン → ロレンズ・ラーキン（第3試合）

- ショーン・ストリックランド → サバウ・ホマシ（第8試合）

- スルタン・アリエフ → マイク・ペリー（第9試合）

- デミアン・マイア vs. カーロス・コンディット → UFC on FOX 21に移動

- ニン・グァンユー vs. マルロン・ヴェラ → UFC on FOX 21に移動

- アル・アイアキンタ  vs. チアゴ・アウベス → UFC 205に移動

- トニー・ファーガソン vs. マイケル・ジョンソン → ジョンソンの負傷により中止